# Pseudonimização
Pseudonimização é um procedimento de anonimização, através do qual, os campos de informações de dados pessoais que permitiriam a identificação de um indivíduo são substituídos por um identificador artificial, ou pseudónimo. Um único pseudónimo para cada campo substituído ou uma coleção de campos substituídos, torna os dados registados menos identificáveis, enquanto mantêm a capacidade de processamento para a análise de dados.

## Brasil
É prevista na Lei Geral de Proteção de Dados Pessoais, que define que a pseudonimização é o tratamento por meio do qual um dado perde a possibilidade de associação, direta ou indireta, a um indivíduo, senão pelo uso de informação adicional mantida separadamente pelo controlador em ambiente controlado e seguro.

## Portugal
Esta é uma forma de anuir ao Regulamento Geral sobre a Proteção de Dados (RGPD ou o acrónimo em inglês GDPR) que exige o armazenamento seguro de dados com informação pessoal. Dados pseudonimizados podem ser restaurados ao seu estado original com a adição de informação que permite a reidentificação individual. Em contraste, a anonimização é intencionada para prevenir a reidentificação individual nas bases de dados.